# Uklęknięcie Willy’ego Brandta

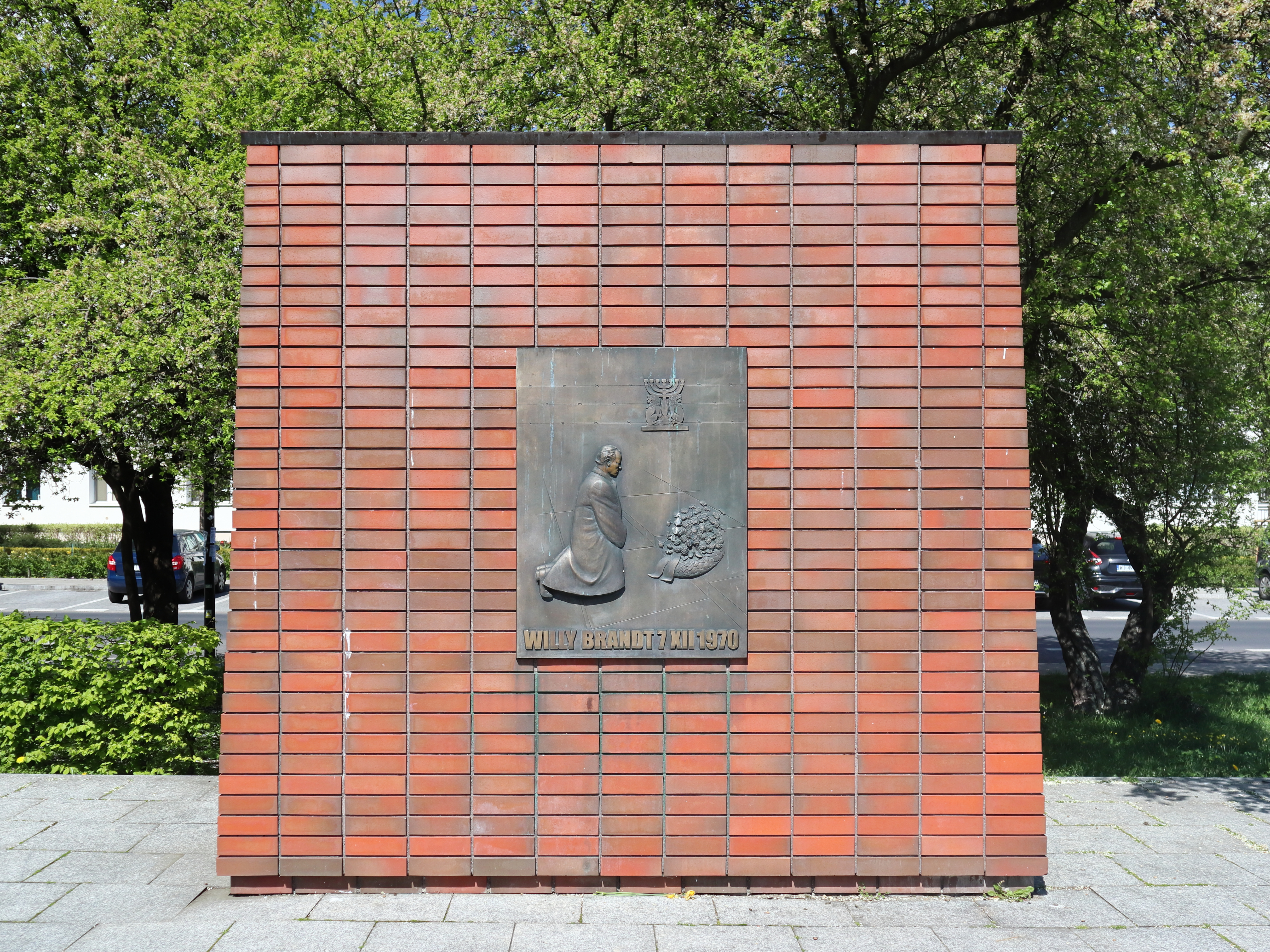
Pomnik Willy’ego Brandta w Warszawie

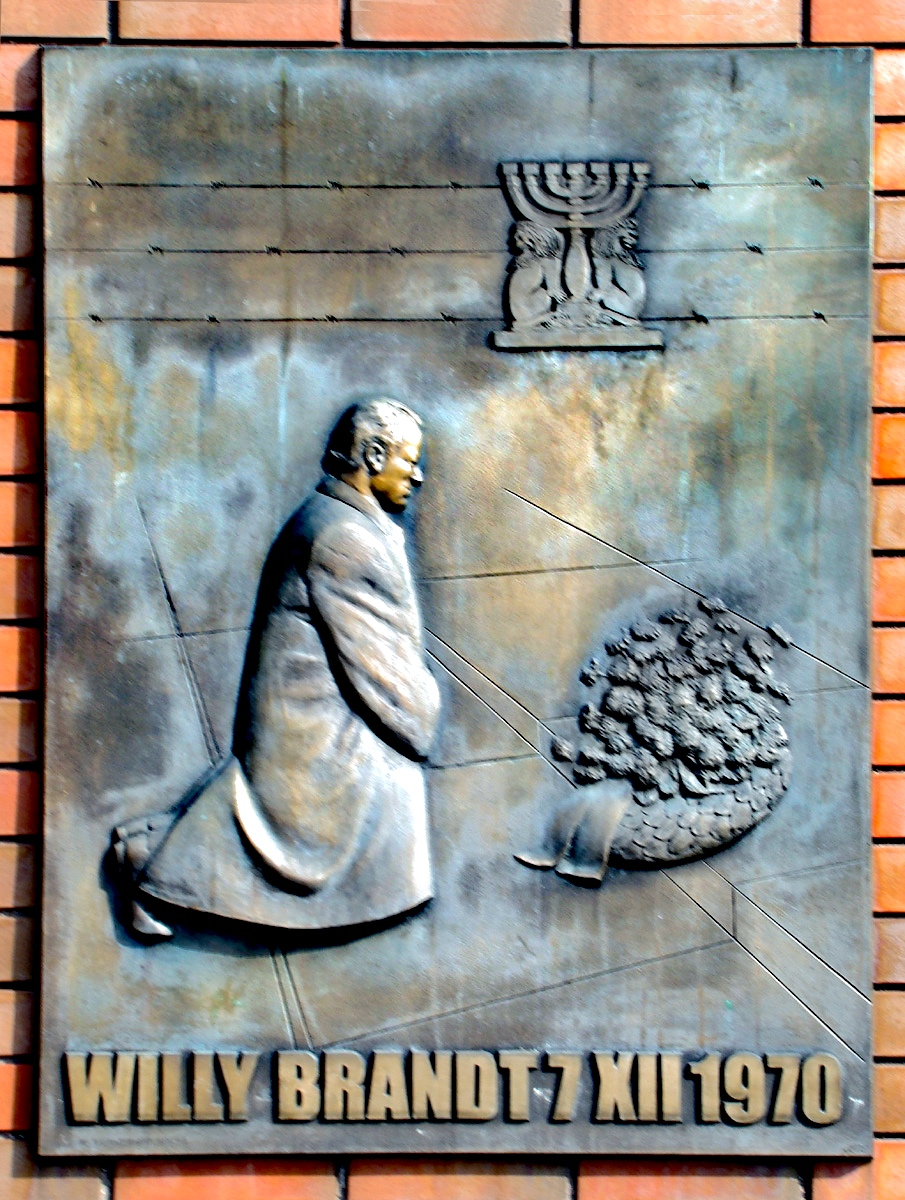
Tablica na pomniku Willy’ego Brandta przedstawiająca historyczny gest niemieckiego kanclerza

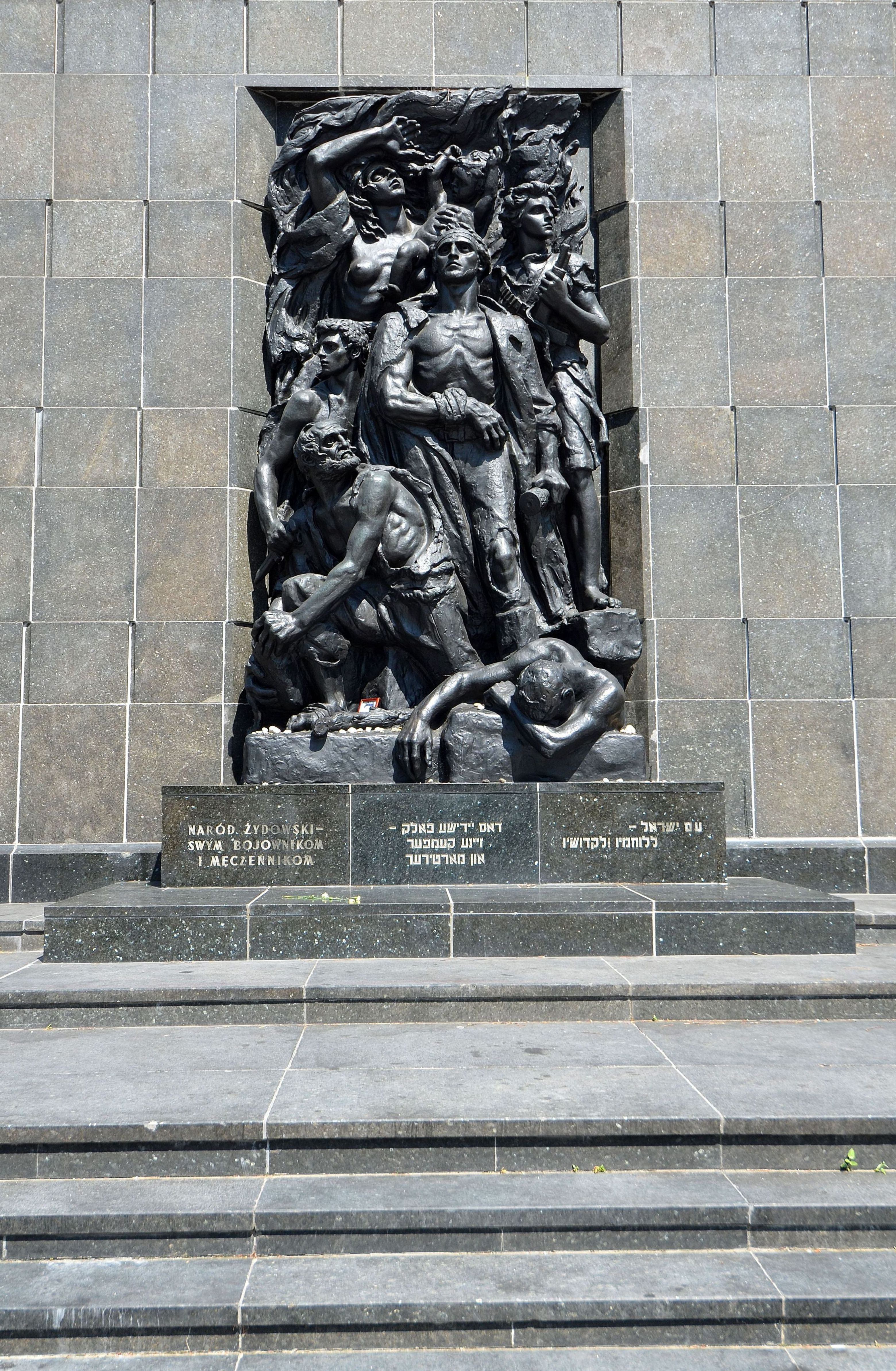
Pomnik Bohaterów Getta z płaskorzeźbą Walka, przed którą 7 grudnia 1970 uklęknął Willy Brandt

Uklęknięcie Willy’ego Brandta (niem. Kniefall von Warschau) – historyczny gest kanclerza Republiki Federalnej Niemiec Willy’ego Brandta pod pomnikiem Bohaterów Getta podczas wizyty w Warszawie 7 grudnia 1970 będącej pierwszą oficjalną wizytą kanclerza Niemiec Zachodnich w powojennej Polsce.

## Wizyta
7 grudnia 1970 r. składający wizytę w Warszawie Willy Brandt, przed podpisaniem Układu między Polską Rzecząpospolitą Ludową a Republiką Federalną Niemiec o podstawach normalizacji ich wzajemnych stosunków, udał się wraz z niemiecką delegacją przed Grób Nieznanego Żołnierza, by złożyć wieniec i oddać hołd poległym Polakom. Następnie, ok. godz. 10.30, przyjechał na teren dawnego getta warszawskiego, by złożyć wieniec pod pomnikiem Bohaterów Getta. Po poprawieniu szarfy na wieńcu Willy Brandt niespodziewanie ukląkł obojgiem kolan na stopniach monumentu, pochylając głowę, splatając dłonie i trwając tak przez chwilę w zadumie.

## Znaczenie
Ten – wykraczający poza zachowania określone protokołem gest – zinterpretowany został jako publiczne wyznanie winy i uznanie moralnej odpowiedzialności narodu niemieckiego wobec pomordowanych Żydów oraz hołd oddany wszystkim pomordowanym przez reżim hitlerowski.
Gestem tym Brandt wyprzedził ducha czasów i rozminął się całkowicie z ówczesnymi oczekiwaniami i zimnowojennymi rachubami politycznymi, co pokazały ówczesne chłodne reakcje zarówno w Polsce, w Niemczech, jak i w innych państwach. Polacy mieli jeszcze zbyt świeżo w pamięci okupację niemiecką, a Niemcy dramat wypędzeń. Stosunki między oddzielonymi „żelazną kurtyną” „imperialistyczną” RFN i komunistyczną PRL obarczone były też sporem o przebieg granicy.
Towarzyszący niemieckiej delegacji dziennikarz skomentował gest ten słowami:
„Wenn dieser nicht religiöse, für das Verbrechen nicht mitverantwortliche, damals nicht dabeigewesene Mann nun dennoch auf eigenes Betreiben seinen Weg durchs ehemalige Warschauer Ghetto nimmt und dort niederkniet – dann kniet er da also nicht um seinetwillen. Dann kniet er, der das nicht nötig hat, da für alle, die es nötig haben, aber nicht da knien – weil sie es nicht wagen oder nicht können oder nicht wagen können. Dann bekennt er sich zu einer Schuld, an der er selber nicht zu tragen hat, und bittet um eine Vergebung, derer er selber nicht bedarf. Dann kniet er da für Deutschland”.
„Jeśli ten areligijny, nie będący współwinnym zbrodni, wówczas nieobecny człowiek, na własną rękę obrał drogę przez dawne warszawskie getto i tam uklęknął – to nie klęczy tam z osobistego powodu. Klęczy ten, który tego czynić nie musi, za tych wszystkich, którzy muszą, ale nie klęczą – gdyż nie odważą się, albo nie mogą, albo nie potrafią lub nie chcą się odważyć. Przyznaje się zatem do winy, która go nie obciąża, i prosi o przebaczenie, którego sam nie potrzebuje. Klęczy więc za Niemcy”.
Wspominając po latach to wydarzenie, Willy Brandt powiedział:
Am Abgrund der deutschen Geschichte und unter der Last der Millionen Ermordeten tat ich, was Menschen tun, wenn die Sprache versagt”.
„Nad otchłanią niemieckiej historii, pod ciężarem milionów zamordowanych, uczyniłem to, co robią ludzie, kiedy brakuje im słów”.
Zamiar złożenia wieńca pod Pomnikiem Bohaterów Getta przez Willy’ego Brandta był też przedmiotem sporu z władzami polskimi, które po niedawnej kampanii antysemickiej w marcu 1968 roku były do tego pomysłu nastawione niechętnie. Ustalono m.in., że wieniec złożony pod Pomnikiem Getta będzie mniejszy od tego, który zostanie złożony przed Grobem Nieznanego Żołnierza. By nie nadawać rangi temu wydarzeniu, z polskiej strony na Muranowie byli obecni tylko urzędnicy niskiej rangi.
Gest Brandta władze odebrały jako hołd złożony pod „niewłaściwym” pomnikiem, bo skierowany nie pod adresem ofiar polskich, a żydowskich, który to temat po wydarzeniach z 1968 roku władze starały się wymazać ze świadomości społeczeństwa. Z drugiej strony obawiano się niewygodnej fali sympatii wobec Brandta i Niemców, tak więc w prasie peerelowskiej symboliczne znaczenie starano się nadać innemu zdjęciu Brandta, przedstawiającemu niemieckiego kanclerza w ukłonie przed Grobem Nieznanego Żołnierza. Wizyta Brandta zeszła też szybko na plan dalszy ze względu na rozwój wydarzeń na Wybrzeżu. Także późniejszy brak zdecydowanego poparcia ze strony SPD dla opozycji w Polsce sprawiły, że gest Brandta nie dotarł w latach 70. i 80. do świadomości społeczeństwa polskiego, a zdjęcie w całości zaczęto publikować w Polsce dopiero po 1989 roku.
Początkowo również w Niemczech gest kanclerza przyjęto z dużą rezerwą, uznając go za wyraz przesadnej pokory wobec ówczesnej komunistycznej Polski, będącej członkiem wrogiego Układu Warszawskiego, biorącej niedawno udział w tłumieniu Praskiej Wiosny i gdzie zaledwie dwa lata wcześniej doszło do antysemickich czystek. Warszawska „Kanossa” Brandta wywołała też konsternację i oburzenie w części zachodnioniemieckiej opinii publicznej. Środowiska niemieckich wypędzonych, popierane przez opozycyjnych polityków chadecji, oskarżały Brandta, że poprzez akceptację zachodniej granicy Polski na Odrze i Nysie dopuścił się zdrady, przypieczętowując utratę terenów na wschód od Odry.
Również Izrael i diaspora żydowska zareagowały na ten gest z rezerwą, obawiając się, że polityka wschodnia Brandta może być ukierunkowana na wzmocnienie Związku Radzieckiego, wspierającego politycznie i militarnie państwa arabskie w konflikcie z Izraelem. USA traktowały zmianę politycznego kursu Niemiec wobec Europy Wschodniej jako sygnał, że Bonn może rozluźnić związki z NATO. Również Francja, realizująca własny model odprężenia w stosunkach z ZSRR, nie była zainteresowana niemiecką konkurencją w tym zakresie.
Z czasem jednak gest Brandta stał się symbolem zainicjowanej przez niego nowej polityki otwarcia na oddzielone wówczas „żelazną kurtyną” państwa wschodniej Europy i jednym z moralnych fundamentów Republiki Federalnej. Za politykę wschodnią RFN Willy Brandt otrzymał w 1971 r. Pokojową Nagrodę Nobla.

## Upamiętnienie
- 6 grudnia 2000 w Warszawie odsłonięto upamiętniający to wydarzenie pomnik Willy’ego Brandta.
- Imię Willy’ego Brandta nosi skwer w Warszawie, znajdujący u zbiegu ulic Karmelickiej i Lewartowskiego[12].
- Kompozytor Gerhard Rosenfeld poświęcił temu wydarzeniu operę „Kniefall in Warschau” do libretta Philippa Kochheima (prawykonanie w Dortmundzie w roku 1997)[13].
- W 2020 wybito okolicznościową monetę 2 euro upamiętniającą 50 rocznicę wydarzenia[14].

W 40. rocznicę tego wydarzenia prezydent Republiki Federalnej Niemiec Christian Wulff wraz z prezydentem Rzeczypospolitej Polskiej Bronisławem Komorowskim uczcili pamięć tego wydarzenia składając wieniec pod pomnikiem Bohaterów Getta.